# Doris Molesworth
Doris Agnes Molesworth, po mężu Fraser (ur. 30 kwietnia 1902 w Aston Manor, zm. 26 czerwca 1976 w Birmingham) – angielska pływaczka reprezentująca Wielką Brytanię, uczestniczka igrzysk olimpijskich.
Podczas VIII Letnich Igrzysk Olimpijskich w Paryżu Molesworth wystartowała w jednej konkurencji. W wyścigu na dystansie 400 metrów stylem dowolnym Brytyjka wystartowała w pierwszym wyścigu eliminacyjnym. Zajęła w nim drugie miejsce z czasem 6:28,6 i awansowała do półfinału. W półfinale ponownie zajęła drugie miejsce z czasem 6:19,8, co oznaczało awans do finału. W wyścigu finałowym Molesworth zajęła czwarte miejsce z czasem 6:25,4.
Molesworth reprezentowała barwy klubu Isander Ladies Diving Club.